# وزارة الثقافة (قطر)

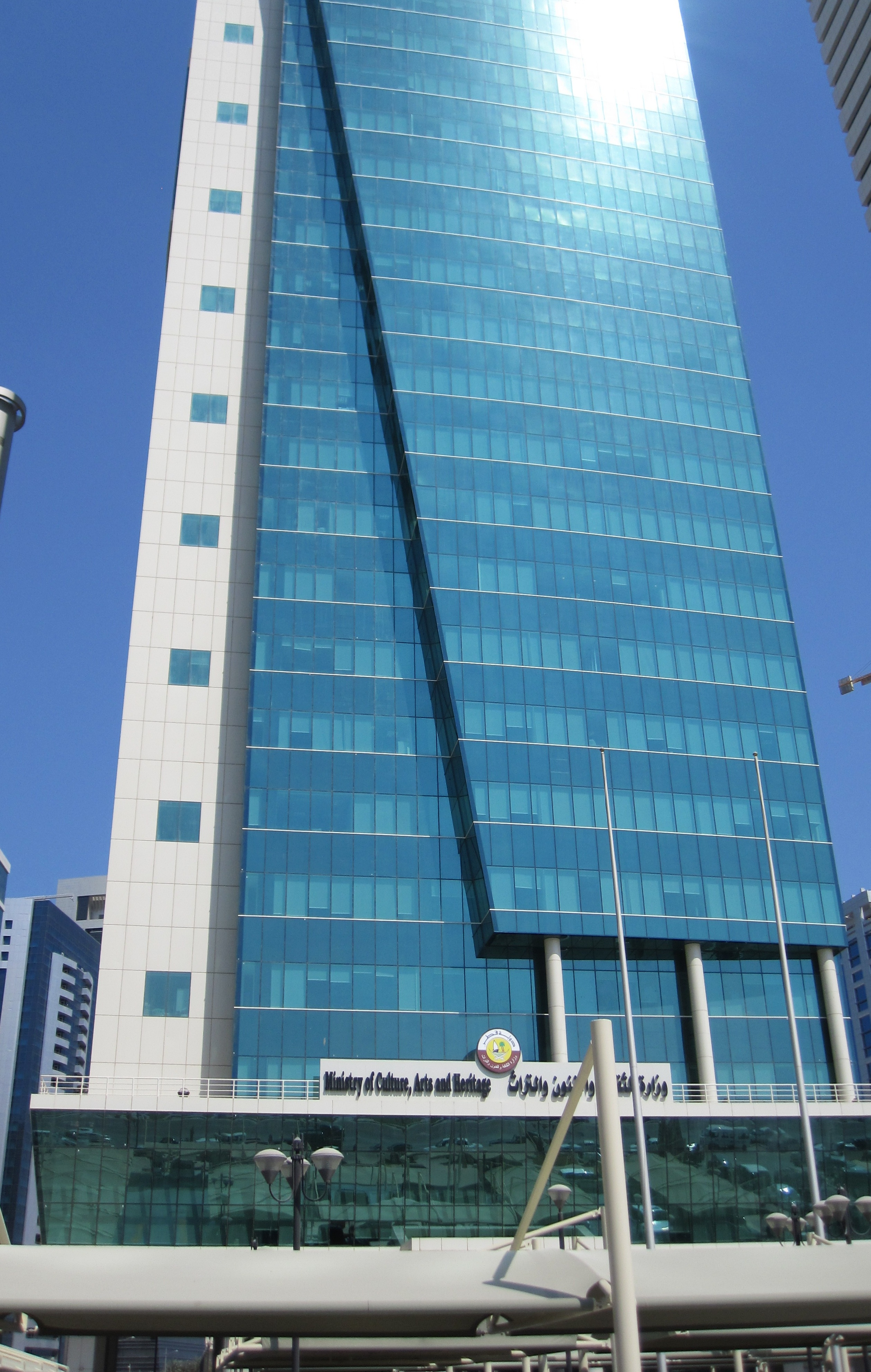
موقع الوزارة في 2011.

وزارة الثقافة هي الوزارة المسؤولة عن إدارة السياسات والبرامج الثقافية في قطر من 2008 إلى 2016. تشمل مسؤولياتها تنظيم الفعاليات الثقافية وتعزيز التعاون الثقافي ونشر الأدب المحلي ورفع مستوى الوعي بثقافة قطر. وزيرها صلاح بن غانم العلي؛ الذي جاء للمنصب بعد حمد بن عبد العزيز الكواري.

## التاريخ
خضعت وزارة الثقافة القطرية لعدة مراحل من خلال تاريخها حتى تأسيسها الرسمي في عام 2008. قبل ذلك العام كانت السياسات الثقافية للبلاد تدار جنبا إلى جنب مع الوزارات الحكومية الأخرى. في عام 1975 تم تشكيل أول دائرة حكومية للثقافة كجزء من وزارة الإعلام. دمجت الوزارة في نهاية المطاف كوزارة الإعلام والثقافة في عام 1989. خلال تولي حمد بن عبد العزيز الكواري منصب وزير الإعلام والثقافة في الفترة من 1992 إلى 1996 اتخذ خطوات للحد من الرقابة على وسائل الإعلام.
قررت حكومة قطر تفويض إدارتها الثقافية إلى وزارة التربية والتعليم في عام 1996 مما أدى إلى إصلاحها كوزارة التربية والتعليم والثقافة.
أنشئت أول وكالة حكومية مستقلة للثقافة في عام 1998 بوصفها المجلس الوطني للثقافة والفنون والتراث. بعد عشر سنوات حلت الحكومة محل المجلس الوطني مع وزارة الثقافة والفنون والتراث المنشأة حديثا.

## الأنشطة
تشارك وزارة الثقافة بشكل كبير في تنسيق مبادرة «سنة الثقافة» التي تنظمها أساسا هيئة متاحف قطر. تنطوي المبادرة على التبادل الثقافي واستضافة المعارض والمناسبات الثقافية التي تعرض ثقافة بلد مختار لمدة سنة واحدة. عقدت طبعتها الافتتاحية في عام 2012 وظهرت اليابان كشريك للتبادل الثقافي القطري. في مارس 2013 خلال السنة القطرية - المملكة المتحدة للثقافة عقدت الوزارة مهرجان الفنون والإعاقة في كتارا. كان أول مهرجان رئيسي للفنون والإعاقة في الشرق الأوسط.

## المنظمة
لدى الوزارة عدة أقسام وإدارات لكل من الأنشطة الثقافية والمنشورات أو البرامج الإذاعية. تشارك وزارة الصحافة والمنشورات في منح التراخيص وتسجيل الكتاب والإشراف على الرقابة على المنشورات. تشرف إدارة الاتصالات على مؤتمر التراخيص بينما ترأس أيضا محطات البث التابعة للوزارة. توجد إدارة للبحوث تتولى مسؤولية ترجمة البحوث ونشرها. لدى المكتبات العامة أربعة أقسام منفصلة وهي تعمل أساسا على جعل أحدث منشورات الوزارة متاحة للجمهور.
تتولى إدارة الأنشطة الثقافية إدارة الأنشطة الثقافية. تتناول إدارة الأنشطة المسرحية تسجيل مجموعات الدراما والمسرح في البلاد وهي مسؤولة مباشرة عن إنشاء مجموعات مسرحية جديدة. تدار الموسيقى والمجموعات الموسيقية من قبل قسم الفنون الشعبية والموسيقى. هناك أيضا قسم الفنون البصرية.
تشمل الإدارات الأخرى في الوزارة إدارة الموارد البشرية وإدارة الشؤون المالية والإدارية ودائرة إدارة مراكز الشباب.